# Journal of Fish Diseases
Das Journal of Fish Diseases (Abkürzung J. Fish Dis.) ist eine tiermedizinische Fachzeitschrift unter Peer Review, die Arbeiten zu Fischkrankheiten sowohl bei wildlebenden Fischen als auch solchen in Aquakulturen, in der Teichwirtschaft und der Aquaristik publiziert. Darüber hinaus werden auch Erkrankungen bei Schalentieren von der Zeitschrift abgedeckt. Auch Arbeiten zu Wirt-Krankheitserreger-Beziehungen, zur Pathophysiologie und zur Diagnostik werden veröffentlicht. Das Journal of Fish Diseases sieht sich als Bindeglied zwischen Tiermedizin, Ichthyologie, Meeresbiologie und Limnologie.
Der Impact Factor beträgt 2,767, der h-Index 88.